# إيجينو جيورداني
كان إيجينو جيورداني (هيجينوس جيورداني)، (24 سبتمبر 1894 - 18 أبريل 1980) سياسيًا وكاتبًا وصحفيًا إيطاليًا، ولد في تيفولي. كان أيضًا شخصية بارزة في حركة فوكولاري الكاثوليكية/المسكونية.

## سيرته الذاتية

### نشأته المبكرة
كان إيجينو البكر من بين ستة أطفال لوالده ماريانو ووالدته أورسولا أنتونيلي. في عام 1900 بدأ ارتياد مدرسة ابتدائية، عند الانتهاء منها تدرّب كنحّاتٍ على الحجر، على خطى والده. دعاه رجلٌ، نحت بعض الأعمال له، لحضور مدرسة الأبرشية في تيفولي. حصل على شهادة البكالوريا وحضر كلية العلوم الإنسانية بجامعة روما.
خلال الحرب العالمية الأولى، كان جيورداني ملازمًا ثانيًا، على نهر إيزونزو في فوج المشاة 111، وفي عام 1916 أصيب بجروح ٍ خطيرة وهرع إلى المستشفى، حيث أكمل دراسته لينال شهادتين في الأدب والفلسفة. عند حصوله على درجة البكالوريوس في تخصّصه، بدأ في التدريس، وفي الآن ذاته بدأ أول التعاون والمساهمات في المراجعات والمجلات والصحف.
في 2 فبراير 1920، تزوّج ميا سالفاتي في تيفولي، ثمّ انتقل إلى روما. أنجبا أربعة أطفال: ماريو وسيرجيو وبراندو وبونيتزا (غانجاولا أرانغو). في الخريف، التقى لويجي ستورزو وانضمّ إلى حزب الشعب الإيطالي. في أكتوبر، كتب مقالاته السياسية الأولى للصحيفة الأسبوعية «إيل بوبيولو نيوفو». أصبح جيورداني محرّرًا في عام 1924.

بعد خضوعه لدورة متخصّصة في قائمة المراجع ودراسات المكتبة في الولايات المتحدة، حيث أصبح ثالثًا من الرهبنة الدومينيكانية في عام 1928، جرى توظيفه كأمين مكتبة في مكتبة الفاتيكان. كان محرّرًا لأحد أوائل الكُتيّبات الأساسية لفهرسة أعماله المطبوعة والمخطوطات المكتوبة بخط اليد. كما عمل مديرًا لمجلة «فايديز». في نفس العام، أولى رعايةً خاصة بالسياسي الإيطالي ألتشيدي دي غاسبيري، الذي كان قد أُطلق سراحه من السجن حديثًا، وهو من ألغى الملاحقات التي كانت الشرطة قد فرضتها بحقّه. استذكر إيجينو جيورداني مداخلته مع بينيتو موسوليني:
أتذكر أنني لجأتُ إلى الأب اليسوعي تاكي فينتوري، الذي كان يحظى بقدرٍ كبير من التقدير لدى «إيل دوتشيه» (القائد؛ أي بينيتو موسوليني)، وتوسّلت إليه للتدخل، وبعد ذلك أُطلق سراح دي غاسبيري بسلام. قال لي أنه، بناءً على ضمير موسوليني، فُوجئ وأنه حتى دي غاسبيري كان مندهشًا. ومع ذلك، أعطى موسوليني أمرًا بتركه بسلام.
- إيجينو جيورداني في مقابلة حول دي غاسبيري نشرتها قناة هيستوريا
في 2 يونيو 1946، انتُخِب في المجلس التأسيسي لإيطاليا لمنطقة روما، وفي أغسطس خلَفَ غويدو جونيلا في إدارة مجلة «إيل بوبيولو» (1946-1947). في نوفمبر من نفس العام جرى انتخابه لمجلس مدينة (أو كميونة) روما.

### فوكولاري
في 17 سبتمبر 1948، التقى كيارا لوبيتش في قصر مونتيتشيتوريو وبعد ذلك تشاركا مبادئ حركة فوكولاري، التي أسّستها في عام 1943. كان إيجينو جيورداني أول رجلٍ عادي متزوج يقطع وعوده بتكريس نفسه لله في حركة فوكولاري. وقد ناشد مؤسّسة الحركة كيارا لوبيش بكل خبرته في المجال السياسي والمسيحي، مع إلمامه بواقع الحياة الزوجية، كونه ربّ عائلة ومعلمًا آنذاك. تقول إنها: «رأت فيه كل الإنسانية»؛ فقد اعتبرته «بذرةً لجميع الدعوات العلمانية» داخل حركة فوكولاري، بدءًا من «الجين» (حركة الشباب، «الجيل الجديد») ولكن «رأت» في شخصيته حتى الكهنة والمعاهد الدينية والشباب والمبتدئين الذين انضمّوا إلى الحركة. رأت فيه «هذا القدر الكبير من الإنسانية التي تلخّص وتجدّد نفسها بالمثل العليا للوحدة؛ لقد كان ال«فوكو»، «نار» الحركة لأنها اعتبرته مُناطًا بجاذبية حقيقية للحركة. لكل هذا، بعد وقتٍ قصير من وفاة إيجينو، أعلنت كيارا أنه «مؤسسٌ مشارك» للحركة إلى جانب الكاهن باسكوالي فوريسي والأسقف الألماني كلاوس هيمرلي.
كان أحد مؤلّفي مشروع القانون الأول بشأن المستنكفين ضميريًا (معارضو الخدمة العسكرية)، في عام 1949. وبعدها، في عام 1953، استقال من السياسة، وكان موظفًا في صحيفة «المراقب الروماني» و«إيل بوبيولو». انخرط في نشاطٍ ثقافي مكثّف خلال هذه الفترة.
من خلال كتبه وأنشطته المختلفة كصحفي، توقّع في السنوات التي سبقت المجمع الفاتيكاني الثاني بعض المواضيع حول روحانية الأسرة ودور الأشخاص العاديين في الكنيسة. لهذا السبب، غالبًا ما يتراود ذكره باعتباره ممهّدًا لتجديد المراسيم.
وواظب كعاملٍ بارز في حركة فوكولاري:
- في عام 1959 جرى تعيينه محررًا لسلسلة الرسومات المعمارية «سيتّا نووفا» (المدينة الجديدة).
- في عام 1961 نُصّب على رأس حركة «سينترو أونو» المسكونية.
- في عام 1965 عُيّن رئيسًا للمعهد الدولي ميستيسي كوربوريس (الجثمان الخفي) في لوبيانو.

بعد وفاة زوجته، وبموافقة أبنائه، عاش السنوات السبع الأخيرة من حياته في مجتمع «فوكولاري» في روكا دي بابا.
نهلت من عمله ومثله العديد من الجمعيات التي سُمّيت تكريما له.
يجري حاليًا الترويج لقضيته للتطويب وجرى الانتهاء من قضيته في مرحلة الأبرشية في 27 سبتمبر 2009.